# 经世大典

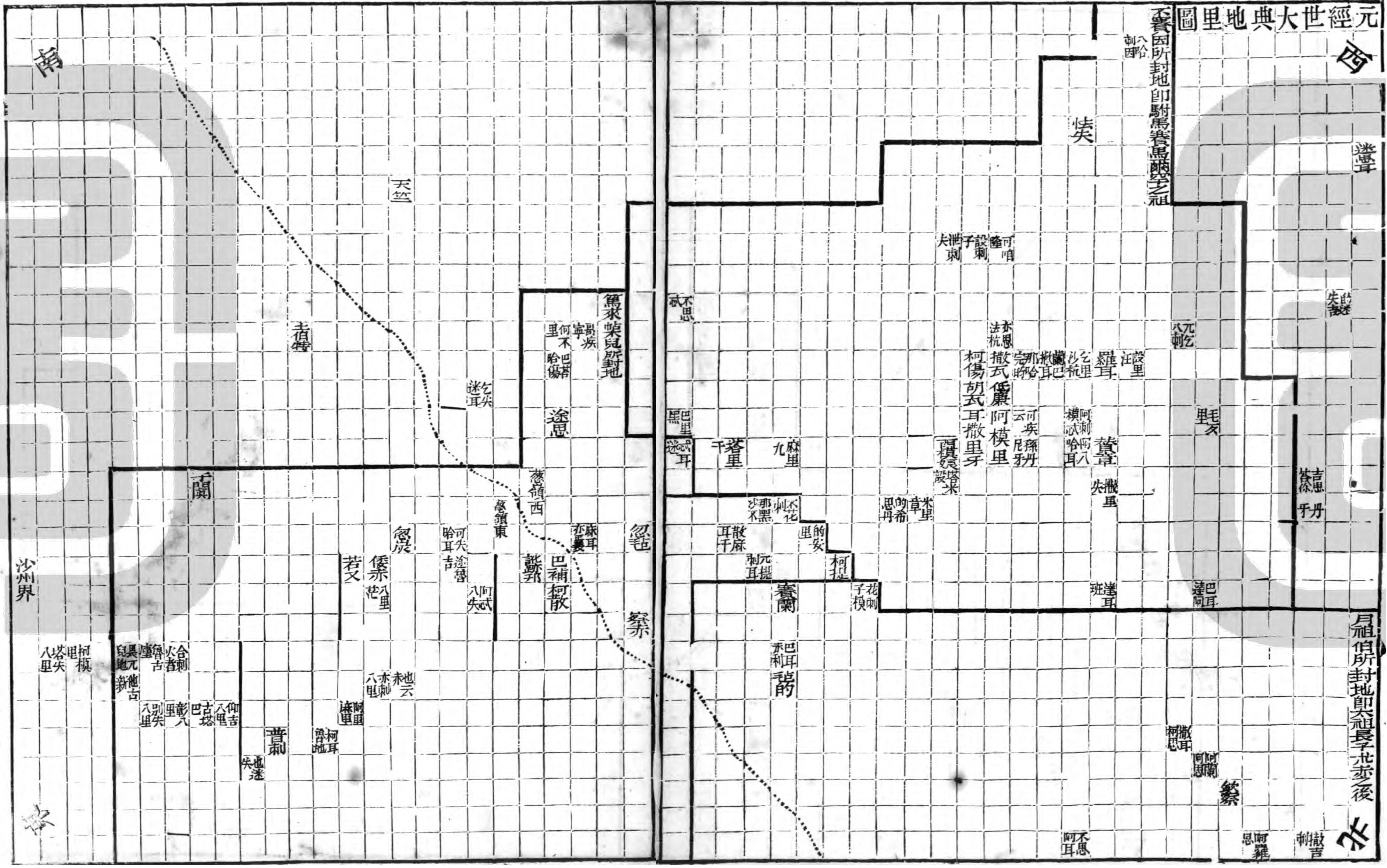
国图藏魏氏古微堂清道光24年（1844）版《海国图志》中所附元《经世大典》地理图

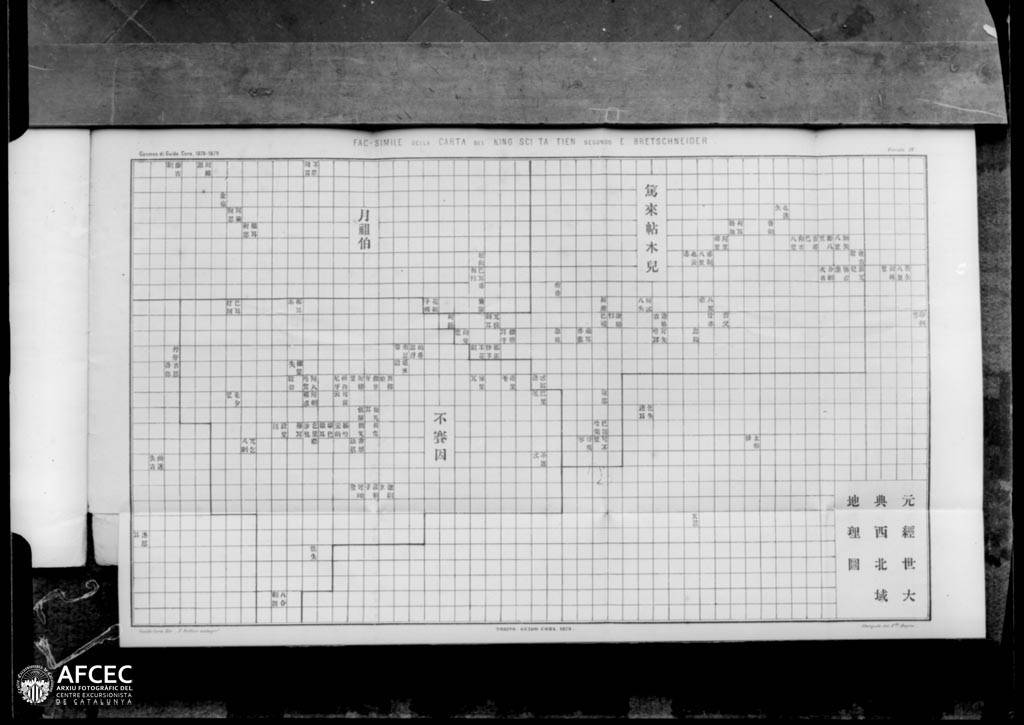
布雷特施奈德（E. Bretschneider）考订重排的元《经世大典》地理图

《經世大典》，全名《皇朝经世大典》，元朝官修政书。
《经世大典》是赵世延、虞集等主编。元文宗至顺二年（1331年）仿照《唐会要》、《宋会要》修成。全书一共八百八十卷，目录十二卷，附公牍一卷，纂修通议一卷。全书分为帝号、帝训、帝制、帝系、治典、赋典、礼典、政典、宪典、工典十门，六典又各分若干科目，《元文类》所收录的虞集《经世大典序录》写的非常详细。
明朝修《元史》，志、表及列传的《外夷传》等多以《经世大典》为据。明成祖时《永乐大典》也有收录。《经世大典》原书已散佚，现存《永乐大典》残本中保存其一部分遗文。不见于今影印《永乐大典》的还有前人从《永乐大典》中辑出的图书还有：《广仓学窘丛书》所收《大元马政记》、《元代画塑记》、《大元毡罽工物记》、《大元官制杂记》、《元高丽纪事》；魏源《海国图志》所收《元经世大典图》（或称《元经世大典地理图》）；《元文类》所收《经世大典序录》。